# Håkan Olsson
Håkan Olsson (1 de abril de 1963) es un expiloto de motociclismo sueco, que compitió en el Campeonato del Mundo de Motociclismo desde 1981 hasta 1989.

## Resultados en el Campeonato del Mundo
Sistema de puntos desde 1969 a 1987:
| Posición | 1.º | 2.º | 3.º | 4.º | 5.º | 6.º | 7.º | 8.º | 9.º | 10.º |
| Pts.     | 15  | 12  | 10  | 8   | 6   | 5   | 4   | 3   | 2   | 1    |

Sistema de puntos desde 1988 a 1992:
| Posición | 1.º | 2.º | 3.º | 4.º | 5.º | 6.º | 7.º | 8.º | 9.º | 10.º | 11.º | 12.º | 13.º | 14.º | 15.º |
| Pts.     | 20  | 17  | 15  | 13  | 11  | 10  | 9   | 8   | 7   | 6    | 5    | 4    | 3    | 2    | 1    |

### Carreras por año
(Carreras en negrita indica pole position, carreras en cursiva indica vuelta rápida)
| Año  | Cat.  | Moto          | 1      | 2      | 3       | 4       | 5      | 6       | 7       | 8       | 9       | 10      | 11      | 12      | 13      | 14      | Pts. | Pos. |
| ---- | ----- | ------------- | ------ | ------ | ------- | ------- | ------ | ------- | ------- | ------- | ------- | ------- | ------- | ------- | ------- | ------- | ---- | ---- |
| 1981 | 125cc | Starol        | ARG -  | AUT -  | ALE -   | NAC -   | FRA -  | ESP -   | YUG -   | NED 13  |         | RSM -   | GBR -   | FIN -   | SUE 15  |         | 0    | -    |
| 1982 | 125cc | Starol        | ARG -  | AUT -  | FRA -   | ESP -   | NAC -  | NED -   | BEL -   | YUG -   | GBR -   | SUE 16  | FIN -   | CHE -   |         |         | 0    | -    |
| 1983 | 125cc | Starol        |        | FRA -  | NAC -   | ALE -   | ESP -  | AUT -   | YUG -   | NED -   | BEL -   | GBR -   | SUE 20  | RSM -   |         |         | 0    | -    |
| 1984 | 125cc | Starol        |        | NAC -  | ESP -   |         | ALE -  | FRA -   |         | NED Ret |         | GBR -   | SUE 8   | RSM 15  |         |         | 3    | 20.º |
| 1985 | 125cc | Starol        |        | ESP -  | GER 17  | NAT -   | AUT 8  |         | NED 20  | BEL 12  | FRA 9   | GBR 14  | SWE 14  | RSM 22  |         |         | 5    | 16.º |
| 1986 | 125cc | Starol        | ESP 10 | NAT 12 | GER 18  | AUT Ret |        | NED Ret | BEL 23  | FRA 15  | GBR 11  | SWE 10  | RSM 8   | BWU Ret |         |         | 5    | 19.º |
| 1986 | 250cc | Rotax         | ESP -  | NAT -  | GER -   | AUT -   | YUG -  | NED -   | BEL -   | FRA -   | GBR -   | SWE Ret | RSM -   | BWU -   |         |         | 0    | -    |
| 1987 | 125cc | Starol        |        | SPA 23 | GER 19  | NAT 19  | AUT 22 |         | NED 16  | FRA 14  | GBR DNS | SWE 12  | CZE 11  | RSM 9   | POR 12  |         | 2    | 24.º |
| 1987 | 250cc | Rotax         | JAP -  | ESP -  | GER -   | NAT -   | AUT -  | YUG -   | NED -   | FRA -   | GBR -   | SWE DNQ | CZE -   | RSM -   | POR -   |         | 0    | -    |
| 1988 | 125cc | Honda / Rotax |        |        | ESP DNQ |         | NAT -  | GER -   | AUT DNQ | NED DNQ | BEL DNQ | YUG -   | FRA DNQ | GBR DNQ | SWE DNQ | CZE DNQ | 0    | -    |
| 1989 | 125cc | ESW Rotax     | JPN -  | AUS -  |         | SPA -   | NAT -  | GER DNQ | AUT DNQ |         | NED DNQ | BEL 22  | FRA 22  | GBR -   | SWE DNQ | CZE Ret | 0    | -    |